# Nespos
NESPOS (Neanderthal Studies Professional Online Service) ist die erste weltumspannende wissenschaftliche Datenbank zur frühen Geschichte der Menschheit. In ihr werden alle wichtigen Daten rund um Neandertalerfunde und Fundstellen gespeichert. Des Weiteren beinhaltet sie 3D-Bilddaten wie beispielsweise CT-Scans, Oberflächen-Scans und hochauflösende Fotos von Humanfossilien und Artefakten. In den Programmen ArteCore und GeoCore, die speziell für NESPOS programmiert wurden, können die Funde geöffnet und bearbeitet werden. Dadurch wird der direkte Kontakt mit hochsensiblen Originalen wie Humanfossilien oder Werkzeugen aus organischem Material auf ein Minimum reduziert. NESPOS leistet somit einen Beitrag zur Erhaltung des kulturellen Erbes.

## Projekt
NESPOS wurde im Rahmen des Projektes TNT (The Neanderthal Tools) entwickelt, an dem acht Partner beteiligt waren. Neben dem Neanderthal Museum als Initiator des Projekts zählten dazu andere europäische Museen wie das Königliche Institut für Naturwissenschaften (Brüssel), das Kroatische Museum für Naturgeschichte (Zagreb), die Universität Poitiers samt CNRS sowie Partner aus den Bereichen Medientechnologie und Software-Entwicklung wie ART+COM (Berlin, Konsortiumführer), PXP Austria (Wien), das Hasso-Plattner-Institut für Softwaresystemtechnik (Potsdam) sowie National Geographic Deutschland als Medienpartner.